# (5652) Amphimachus
(5652) Amphimachus – planetoida z grupy trojańczyków okrążająca Słońce w ciągu 11 lat i 313 dni w średniej odległości 5,2 j.a. Odkryta 24 kwietnia 1992 roku. Przed nadaniem nazwy planetoida nosiła oznaczenie tymczasowe (5652) 1992 HS3.